# Zimmer mit Stall
Zimmer mit Stall ist eine Fernsehreihe, die seit 2018 im Auftrag der ARD Degeto von Roxy Film für Das Erste produziert wird. Die Folgen haben eine Länge von ca. 90 Minuten und werden im Rahmen der Reihe Endlich Freitag im Ersten ausgestrahlt. Die Hauptrollen von Sophie und Bartl werden von Aglaia Szyszkowitz (bis Episode 9), Elena Uhlig (ab Episode 10) und Friedrich von Thun gespielt.

## Handlung

### Episode 1
Sophie hat genug vom Leben in der Großstadt München, sie hat sich in ein altes Bauernhaus auf dem Land verliebt und will es unbedingt haben. Sie hängt dafür ihren Job als Stewardess an den Nagel und verzichtet auf den Luxus des Stadtlebens. Doch ihr Ehemann Philippe findet das nicht so gut, weil sie ihn übergangen hat und er eigentlich zusammen mit ihr und der Tochter Leonie nach Paris wollte, wo er das Restaurant seiner Eltern übernehmen kann. Da er dem Landleben nichts abgewinnen kann, geht er alleine nach Paris. Leonie muss bei ihrer Mutter bleiben, was ihr gar nicht passt. Als Sophie vom Verkäufer des Fuchsbichlerhofs darüber aufgeklärt wird, dass der jetzige Bewohner Barthl ein Nutzungsrecht des Stalls auf Lebzeiten hat, ahnt sie noch nichts Böses, denn für sie gehören Tiere in den Stall. Als dann der alte Grantler selbst im Stall einzieht, ist sie ziemlich überrascht. So beginnen sie, sich gegenseitig zu schikanieren, in der Hoffnung, einer der beiden gibt nach und geht. Aber dafür sind Sophie und Barthl zu stur. So nimmt alles seinen Lauf und man geht sich aus dem Weg, bis Sophie Gästezimmer mit Stall anbieten will.

## Besetzung
| Schauspieler         | Rolle                | Folge         | Zeitraum        |
| -------------------- | -------------------- | ------------- | --------------- |
| Aglaia Szyszkowitz   | Sophie Böhmler       | 1–9           | 2018–2022       |
| Elena Uhlig          | Sophie Böhmler       | 10–           | 2023–           |
| Friedrich von Thun   | Barthl Fuchsbichler  | 1–            | 2018–           |
| Alina Abgarjan       | Leonie Luise Böhmler | 1             | 2018            |
| Carolin Garnier      | Leonie Luise Böhmler | 2–            | 2019–           |
| Philipp Sonntag      | Dr. Ferdinand Huber  | 1–            | 2018–           |
| Bettina Mittendorfer | Rosalie Steiner      | 1–            | 2018–           |
| Christian Hoening    | Ludwig Fuchsbichler  | 1, 3, 5–6     | 2018–2021       |
| David Baalcke        | Quirin Burger        | 2, 4–5, 7, 9– | 2019–           |
| François Smesny      | Philippe Böhmler     | 1–2, 6        | 2018–2019, 2021 |
| Marcus Grüsser       | Schorsch Müller      | 2, 5, 7, 9–   | 2019–           |
| Emanuel Fitz         | Max                  | 4–7           | 2020–2021       |
| Ferdinand Hofer      | Maximilian Jungböck  | 6, 8–         | 2021–           |

## Episodenliste
| Nr. | Originaltitel             | Erstausstrahlung | Regie           | Drehbuch                                         | Zuschauer |
| --- | ------------------------- | ---------------- | --------------- | ------------------------------------------------ | --------- |
| 1   | Ab in die Berge           | 16. März 2018    | Ingo Rasper     | Ingo Rasper, Kathrin Richter, Jürgen Schlagenhof | 4,98 Mio. |
| 2   | Tierisch gute Ferien      | 7. Juni 2019     | Ralf Huettner   | Ralf Huettner                                    | 4,66 Mio. |
| 3   | Berge versetzen           | 14. Juni 2019    | Ralf Huettner   | Judith Westermann, Ralf Huettner                 | 3,68 Mio. |
| 4   | Feuer unterm Dach         | 15. Mai 2020     | Ralf Huettner   | Christian Limmer                                 | 4,21 Mio. |
| 5   | Die Waschbären sind los   | 22. Mai 2020     | Michaela Kezele | Philipp Weinges                                  | 4,46 Mio. |
| 6   | Schwiegermutter im Anflug | 19. Nov. 2021    | Sebastian Stern | Holger Gotha, Philipp Weinges                    | 4,22 Mio. |
| 7   | Schwein gehabt            | 26. Nov. 2021    | Michaela Kezele | Philipp Weinges                                  | 3,49 Mio. |
| 8   | Über alle Berge           | 29. Apr. 2022    | Sebastian Stern | Sebastian Goder                                  | 3,41 Mio. |
| 9   | So ein Zirkus             | 6. Mai 2022      | Ngo The Chau    | Holger Gotha, Philipp Weinges                    | 3,09 Mio. |
| 10  | Das Blaue vom Himmel      | 17. Nov. 2023    | Filippos Tsitos | Holger Gotha, Philipp Weinges                    | 3,23 Mio. |
| 11  | Kuhhandel                 | 24. Nov. 2023    | Rainer Kaufmann | Holger Gotha, Philipp Weinges                    | 2,66 Mio. |

## Produktion
Die Drehorte der Episoden befinden sich in München, Hausham und Miesbach und deren Umgebung. Die erste Episode wurde vom 17. August bis 15. September 2017, die zweite und dritte Episode vom 11. September bis 9. November 2018, die vierte und fünfte Episode vom 3. Juni bis 12. August 2019, die sechste und siebte Episode vom 14. Juli bis 15. September 2020, die achte und neunte Episode vom 18. Mai bis 23. Juli 2021 gedreht. Die Episoden zehn und elf wurden von Mai bis August 2022 gedreht.

## Rezeption

### Kritiken
Tilmann P. Gangloff meinte bei Tittelbach.tv zur ersten Episode:

„Die oberbayerische Landschaft, betrachtet durch die rosarote Brille einer dem Großstadtleben abschwörenden Frau Ende 40, ohne die üblichen Klischees, dafür mit einem subkutanen Landlust-Realismus samt zeitgeistnaher Beziehungsvariante: Das bietet „Zimmer mit Stall – Ab in die Berge“ (Degeto / Roxy Film). Der angenehme Flow des Films wird von der Hauptfigur bestimmt, einer Frau mit einer spontanen, lebensbejahenden Art. Szyszkowitz ist die perfekte Besetzung: unwiderstehlich ihr Lächeln und auch als Miststück große Klasse. Dem modernen Frauenbild entspricht auch die für einen Unterhaltungsfilm ungewöhnliche Dramaturgie. Neben dem Hang zum Episodischen ist das Besondere der Verzicht auf eine dramatisierte und übermäßig komödiantisch überspitzte Handlung. Gerade das macht Laune!“

Zur zweiten und dritten Episode:

„Nach den fast fünf Millionen Zuschauern, die 2018 „Zimmer mit Stall“ (ARD / Roxy Film) einschalteten, war der ohnehin als Reihe angedachte Grundkonflikt doppelt reif für eine Fortsetzung. Und so raubt dieses Jahr der Misanthrop auf Abruf der temperamentvollen Hofbesitzerin gleich zweimal ihren letzten Nerv. Steht „Tierisch gute Ferien“ dramaturgisch noch vorwiegend im Zeichen der freitagsfilmüblichen Dickschädeligkeit, macht „Berge versetzen“ mehr Laune, weil sich die beiden Streithähne notgedrungen verbünden müssen. Außerdem ist der zweite Film 2019 narrativ vielfältiger, entsprechend dichter und schneller erzählt, wodurch die Versöhnung, verpackt in eine wunderbare Metapher, nicht wie eine Filmkonvention wirkt. Den Freitag in der ARD beleben aber beide Episoden. Dazu trägt neben dem Top-Duo Szyszkowitz & von Thun wesentlich die große Komödien-Erfahrung von Grimme-Preisträger Huettner bei. Weil die Details stimmen, macht das Ganze Laune.“

Zur vierten und fünften Episode:

„Die fesche Landflüchtige und ihr grantelnder „Untermieter“ kampeln sich erfreulich moderat in zwei neuen „Zimmer mit Stall“-Episoden (Degeto / Roxy Film). Miteinander gegen die Anderen – das hat mehr Charme als das alberne Gegeneinander Marke sturer Bock gegen zickige Ziege, wie bereits der stimmige, dritte Film „Berge versetzen“ gezeigt hat. Während „Feuer unterm Dach“ innerhalb der Reihe wie eine Übergangsepisode wirkt, (er)öffnet die fünfte Episode, „Die Waschbären sind los“, für das Konzept und die Dramaturgie der Reihe neue Perspektiven. Der Film selbst besticht durch die kleinen launigen Geschichten und Momente, die dramaturgisch klug kombiniert und luftig, frisch & schwungvoll von Arthaus-Regisseurin Michaela Kezele in Szene gesetzt wurden. Dem nuancierten Spiel von Aglaia Szyszkowitz und Friedrich von Thun stehen Anna Thalbach und Gerdy Zint als prollige Gäste in nichts nach. Ein Wohlfühlfilm erster Güte mit beiläufigem moralischen Mehrwert.“